# Letendraea padouk
Letendraea padouk är en svampart som beskrevs av Nicot & Parg.-Leduc 1959. Letendraea padouk ingår i släktet Letendraea, ordningen Pleosporales, klassen Dothideomycetes, divisionen sporsäcksvampar och riket svampar.  Artens status i Sverige är: Osäker förekomst. Inga underarter finns listade i Catalogue of Life.